# Brahim Izdag
Brahim Izdag (arab. ‏إبراهيم زداج‎; ur. 2 maja 1966) – marokański narciarz alpejski, uczestnik igrzysk olimpijskich w Albertville.

## Osiągnięcia

### Igrzyska olimpijskie
| Miejsce | Dzień     | Rok  | Miejscowość | Konkurencja | Czas biegu | Strata | Zwycięzca            |
| ------- | --------- | ---- | ----------- | ----------- | ---------- | ------ | -------------------- |
| 93.     | 16 lutego | 1992 | Albertville | Supergigant | 1:13,04    | +55,27 | Kjetil André Aamodt  |
| DNF1    | 22 lutego | 1992 | Albertville | Slalom      | 1:44,39    | –      | Finn Christian Jagge |